# Cantó de Maillezais
El cantó de Maillezais és un cantó francès del departament de la Vendée, situat al districte de Fontenay-le-Comte. Té 11 municipis i el cap es Maillezais.

## Municipis
- Benet
- Bouillé-Courdault
- Damvix
- Doix
- Liez
- Maillé
- Maillezais
- Le Mazeau
- Saint-Pierre-le-Vieux
- Saint-Sigismond
- Vix

## Història
| Data d'elecció                           | Identitat        | Partit                                               | Qualitat |
| ---------------------------------------- | ---------------- | ---------------------------------------------------- | -------- |
| 1945-1973                                | M. Fleury        | PCF, després Divers gauche, després FGDS, després PS |          |
| 1973-1998                                | Christiane Anger | Divers droite, després RPR                           |          |
| 1998-2011                                | Jean Tallineau   | Divers droite                                        |          |
| 2011-                                    | Daniel David     | PS                                                   |          |
| les dades anteriors no són pas conegudes |                  |                                                      |          |
|                                          |                  |                                                      |          |

| A partir de 1990: Població sense dobles comptes |